# دانكون/العراق
دانكون/العراق (اختصار لـ القوة الدنماركية/العراق) كانت قوة برية دنماركية تم نشرها في العراق من يونيو 2003 حتى يوليو 2007، خلال حرب العراق.

## التاريخ
تم إنشاء دانكون/العراق في 21 مارس 2003، وتم تفعيلها في 23 أبريل من نفس العام. وحدات دانكون كانت تابعة لـ الفرقة المتعددة الجنسيات (الجنوب الشرقي) (العراق) ("MND (SE)"), المسؤولة عن محافظات البصرة، ميسان، ذي قار والمثنى في العراق. كانت MND (SE) فرقة بريطانية تضم وحدات من عدة دول أوروبية أخرى.
وصلت دانكون إلى الكويت في 2 يونيو 2003، ووصلت إلى منطقة مسؤوليتها في العراق في 6 يونيو 2003. بعد مرحلة الإعداد الأولى، تولت دانكون/العراق المسؤولية الرسمية عن منطقتها في 12 يونيو 2003 خلال استقبال رسمي في مقر التعاون المدني-العسكري (CIMIC)، في القرنة، من فوج NBC البريطاني المشترك.
كان التشكيل في البداية 380 فردًا، وأضافت 42 فردًا في يوليو/أغسطس 2003. بحلول فبراير 2005، كانت القوة تتألف من حوالي 545 جنديًا. كانت القوات الدنماركية تتناوب كل ستة أشهر، وكان لكل قوة تشكيلة مختلفة قليلاً من الوحدات والأفراد. بحلول مارس 2007، انخفض العدد إلى حوالي 460.
كانت هناك وحدة ليتوانية مكونة من 53 رجلًا، تسمى LITCON، ملحقة بدانكون منذ يونيو 2003، وتم سحبها مع الدنماركيين في أغسطس 2007. بالإضافة إلى ذلك، نشرت الدنمارك مؤقتًا حوالي 35 جنديًا كحراس لبعثة الأمم المتحدة في بغداد، وبحلول عام 2005، أرسلت عشرة مدربين وسبعة حراس للعمل تحت قيادة مهمة التدريب التابعة للناتو في العراق.
كانت كتيبة الحرس الوطني العراقي 601 تحت قيادة دانكون لفترة وجيزة، وكذلك وحدة مكونة من حوالي 130 جنديًا بريطانيًا في فبراير 2004، بسبب توسع منطقة مسؤولية دانكون.
انسحب معظم الجنود الدنماركيين من العراق في نهاية يوليو 2007 وتم استبدالهم بقوة مكونة من 55 فردًا، تعرف باسم HELDAT (تحت قيادة المقدم يانيك سكوف)، والتي كانت مهمتها تشغيل وحدة من أربع مروحيات لدعم القوات البريطانية والعراقية.

### تشكيلة دانكون/العراق

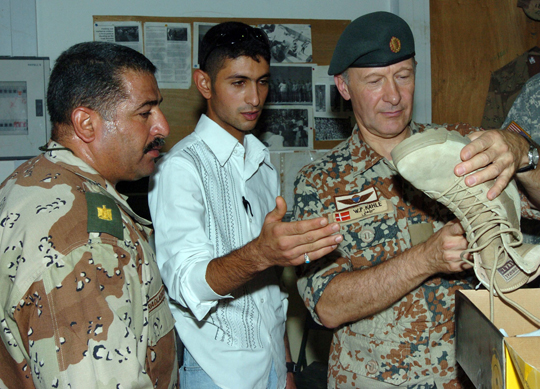
العقيد في الجيش الدنماركي فيرنر بي. كاهلي يدرس زوجًا من الأحذية التي سيرتديها جندي عراقي. كاهلي زار الجنرال العراقي صباح، رئيس وحدة الدعم الإقليمي في كركوش، 8 أغسطس 2007. صورة للجيش الأمريكي من تصوير الأخصائية جينيفر فولك

تتألف كل قوة من دانكون من الوحدات التالية:
- كتيبة الأركان واللوجستيات
- كتيبة المشاة الميكانيكية
- كتيبة الاستطلاع الخفيف
- سرية الشرطة العسكرية
- فصيلة طبية
- وحدة الدعم الوطني (NSE)
- عناصر اتصال MND (SC)
- عناصر اتصال MND (SE)

مرفقة أيضًا في مرحلة الغزو:
- وحدة من قوات العمليات الخاصة جاكركوربس (مرفقة لفترة وجيزة مرة أخرى في أبريل 2007[4])
- وحدة مهندسين (مرفقة لفترة وجيزة مرة أخرى في أواخر 2004)

### المخيمات والمواقع

#### مخيم عدن
كان مخيم عدن يقع على بعد حوالي 9 كم شمال غرب القرنة (العراق), بالقرب من نهر العز. تم بناء المخيم في يونيو/يوليو 2003 بواسطة كتيبة المهندسين الملحقة آنذاك. يغطي حوالي 500,000 متر مربع، وبني على موقع أحد منشآت صدام حسين العسكرية التي تم تدميرها سابقًا. أطلق السكان المحليون على المخيم لقب "قلعة الصحراء" (Ørken Fortet). كان اسمه الرمزي في الاتصالات الراديوية "أمستردام". تم تفكيك المخيم في أغسطس-سبتمبر 2004 عندما تضاعفت منطقة مسؤولية دانكون بسبب التوسع نحو الجنوب. انتقلت دانكون إلى مخيم دانيڤانغ داخل قاعدة شعيبة اللوجستية.

#### منزل التعاون المدني-العسكري (Cimic-House)
يقع منزل التعاون المدني-العسكري في القرنة، وهو مبنى سابق لحزب البعث العربي الاشتراكي. كان موقع تعاون دانماركي مدني-عسكري من يونيو 2003 إلى مايو 2004، عندما سلم إلى العراقيين.

#### مخيم إيغدراسيل
كان مخيم إيغدراسيل يقع في قاعدة شعيبة اللوجستية، على بعد حوالي 15 كم غرب البصرة. تم بناؤه خلال يونيو/يوليو 2003. كان مقر وحدة الدعم الوطني (NSE)، وتم دمجه لاحقًا في مخيم دانيڤانغ الجديد. إيغدراسيل هو شجرة أسطورية بين السماء والجحيم في أساطير إسكندنافية.

#### مخيم دانيڤانغ
يقع مخيم دانيڤانغ في قاعدة شعيبة اللوجستية، وتم تسليمه رسميًا من شركة البناء في 18 أكتوبر 2004. لكنه كان قيد الاستخدام منذ سبتمبر من نفس العام، بعد إغلاق مخيم عدن.
كانت وحدات قيادة الجيش وخدمة البناء الدفاعي مسؤولة عن بناء الأساسات، وتم بناء المخيم الفعلي ونقل المعدات من مخيم عدن بواسطة دانكون مع مساعدة وحدة المهندسين الملحقة والمركز اللوجستي الدولي الدنماركي.
قرر في يونيو 2004 إعادة تمركز دانكون في هذا الموقع بعد مضاعفة منطقة مسؤوليتها (حاليًا حوالي 20,000 كم²، تمتد تقريبًا حتى الكويت)، مما سمح لدانكون بالتمركز بشكل أفضل داخل منطقة مسؤوليته. تم تسليم المخيم للسلطات العراقية في مارس 2007.

#### مخيم أينهيرجر
في يناير 2007، انتقلت دانكون إلى مخيم أينهيرجر، الواقع في قاعدة بريطانية في مطار البصرة، غرب البصرة. تم بناء المخيم بين نوفمبر 2006 ويناير 2007. مع انسحاب دانكون وخليفتها الصغيرة HELDAT من جنوب العراق، لم يتضح مصير المخيم (من المفترض أنه تم نقله للقوات العراقية).

## الخضوع
بينما كانت دانكون خاضعة للفرقة متعددة الجنسيات (الجنوب الشرقي)، كانت الفرقة البريطانية التي تدير MND (SE) تتغير كثيرًا، مما أدى إلى تغيير السيطرة على دانكون بين وحدات مختلفة.
- يونيو 2003 – ؟، اللواء المدرع السابع البريطاني / الفرقة المدرعة البريطانية الأولى
- سبتمبر 2003 – ؟، اللواء الميكانيكي التاسع عشر البريطاني / الفرقة الميكانيكية البريطانية الثالثة
- فبراير 2004 – ؟، لواء المدرعات العشرين البريطاني / الفرقة المدرعة الأولى البريطانية
- ؟ – مايو 2006، اللواء المدرع السابع البريطاني / الفرقة المدرعة الأولى البريطانية
- مايو 2006 – ؟، اللواء المدرع العشرون البريطاني / الفرقة المدرعة الأولى البريطانية

## القادة
- دانكون/العراق 1 (مايو 2003 – أكتوبر 2003) – العقيد نيلس هـ. بوندسغارد
- دانكون/العراق 2 (أكتوبر 2003 – 13 فبراير 2004) – العقيد هنريك هويريس فريس
- دانكون/العراق 3 (13 فبراير 2004 – 4 أغسطس 2004) – العقيد هنريك فلاخ
- دانكون/العراق 3 (4 أغسطس 2004 – 23 أغسطس 2004) – المقدم بول-إريك أندرسن
- دانكون/العراق 4 (23 أغسطس 2004 – 18 فبراير 2005) – العقيد جون دالبي
- دانكون/العراق 5 (18 فبراير 2005 – 20 أغسطس 2005) – العقيد هنريك لينهي
- دانكون/العراق 6 (20 أغسطس 2005 – 16 فبراير 2006) – العقيد فلمينغ توفت
- دانكون/العراق 7 (16 فبراير 2006 – 20 أغسطس 2006) – العقيد هنريك بيرغ
- دانكون/العراق 8 (20 أغسطس 2006 – 16 فبراير 2007) – العقيد بير ميكلسن
- دانكون/العراق 9 (16 فبراير 2007 - 2 أغسطس 2007) - العقيد كيم برونو بيترسن

## الضحايا خلال فترة دانكون/العراق
منذ 2003، فقد سبعة جنود دنماركيين حياتهم في العراق:
- 16 أغسطس 2003، جندي أول بريبن بيدرسن من فوج دراغون جوتلاند قُتل بنيران صديقة.
- 1 أكتوبر 2005، ضابط احتياطي دنماركي من نفس الفوج، ملازم أول بيياركه أولسن كيركماند، قُتل بانفجار عبوة ناسفة على جانب الطريق.
- 23 مارس 2006، جندي من الحرس الملكي الدنماركي، جيسبر نيلسن، قُتل بعبوة ناسفة.
- 6 يونيو 2006، جندي أول دينيس أوفي هانسن قُتل في حادث سيارة.
- 23 سبتمبر 2006، جندي أول من القوات الجوية الملكية الدنماركية، كيم واديم، قُتل بعبوة ناسفة.
- 6 أكتوبر 2006، جندي من فوج دراغون جوتلاند، مارتن هيوث، قُتل في قتال إثر كمين على دورية دنماركية.
- 14 مايو 2007، جندي هنريك نوببي من نفس الفوج قُتل بنيران أسلحة خفيفة في كمين في الحарта.

## الجوائز والتكريمات
كل جندي دنماركي شارك في دانكون/العراق حصل على ميدالية الدفاع مع نقش OIF (اختصار لـ عملية حرية العراق).
كما مُنحت ميدالية الدفاع للمشاركة في العراق بأثر رجعي لجميع الجنود الذين سقطوا.
في مايو 2005، حصل جنديان دنماركيان على ميدالية الدفاع عن الأعمال البطولية خلال فترة خدمتهما في العراق. كانا من الحرس الملكي الدنماركي. أحدهما، الرقيب أول أولي جريتلوند، مُنح الميدالية بعد إنقاذه حياة جنود ليتوانيين في القرنة (العراق). الجنود الليتوانيون، الذين كانوا تحت قيادة دانكون/العراق، تعرضوا لنيران معادية شديدة، وأنقذ جريتلوند حياتهم بشجاعته وقيادته المثالية. انسحب المتمردون بعد ساعات وتم إخلاء الجنود بدون خسائر.
أما الجندي الثاني، جندي أول توماس هوسمان من الاحتياط الدنماركي، فحصل على الميدالية لإنقاذه أرواح عراقيين ودنماركيين في معركتين في العراق. في الأولى، أنقذ ضابطًا ومترجمًا وشيخًا تحت نيران مكثفة في القرنة. وفي الثانية، في أغسطس 2004، حمى حياة عشرة جنود دنماركيين أثناء هجوم ناري من مسلحين، بالبقاء هادئًا والرد على النار دون وقوع خسائر.
حصل كل قائد من قادة دانكون/العراق على وسام دانيبروغ لخدماته للجيش الدنماركي.
كما حصل الجنود الذين قُتلوا أو جُرحوا أثناء الخدمة مع دانكون/العراق على ميدالية القتلى والجرحى في الخدمة.

## وصلات خارجية
- صفحة تذكارية للجنود الذين سقطوا في التحالف.
- (بالدنماركية) صور للملازم الأول كيركماند.
- بيان صحفي من الدفاع الدنماركي عن منح ميدالية الأعمال البطولية (بالدنماركية).
- صورة للرقيب جريتلوند وجندي أول هوسمان مع ولي العهد فريدريك الدنماركي. كما حصلوا على مكافأة من مؤسسة أنديرس لاسين.
- مقال عن مراسم تأبين مع التكريم العسكري للملازم الأول بيياركه كيركماند.
- فيديو جنازة عسكرية للجندي بريبن بيدرسن.